# Albert Aupetit
Albert Aupetit, né le 28 avril 1876 à Sancerre (Cher) et mort le 12 février 1943 dans le 8e arrondissement de Paris, est un fonctionnaire et économiste français qui fut secrétaire général de la Banque de France et membre de l'Institut.

## Biographie
Né le 28 avril 1876 à Sancerre dans le département du Cher, Albert Aupetit devient en 1901 docteur en droit, avant de d'être embauché de 1901 à 1903 au poste de chargé de conférences à la faculté de droit de Paris. 
Entré en 1901 à la Banque de France, il en devient le secrétaire général de 1920 jusqu'en 1926. Durant la Première Guerre mondiale, il est nommé lieutenant de réserve dans l'infanterie au sein de l'État-Major du général Joffre, puis au sein de la 56e division d'infanterie. Il est promu capitaine en 1915 puis chef de bataillon de réserve en 1918.
De 1922 à 1937 il devient professeur d'économie politique à l'École libre des sciences politiques de Paris. En 1936, il est élu au huitième fauteuil de la section d'économie politique, statistique et finances de l'Académie des sciences morales et politiques. Il meurt le 12 février 1943 dans le 8e arrondissement de cette même ville.

## Distinctions
- Commandeur de la Légion d'honneur (1925)[5]
- Croix de guerre 1914–1918[3]

## Publications
- Albert Aupetit, De la Responsabilité des accidents agricoles, thèse pour le doctorat (sciences juridiques), Paris, imprimerie de E. Pigelet, 1901, 83 p.[6]
- Albert Aupetit, Essai sur la théorie générale de la monnaie, Paris, Guillaumin, 1901, 295 p.[7]
- Albert Aupetit, Y a-t-il lieu de protéger le travail national en France contre l'immigration étrangère ?, Sancerre, impr. de M. Pigelet, 1901, 10 p.[8]
- Albert Aupetit, Les Plus-values foncières dans les villes, Paris, Sancerre, impr. de M. Pigelet, 1909, 14 p.[9]
- Albert Aupetit, Lucien Brocard et Jacques Armagnac, Les grands marchés financiers : France, Paris et Province, Londres, Berlin, New-York, Paris, F. Alcan, 1912, 363 p.[10]
- Albert Aupetit, Essai sur la théorie générale de la monnaie, économie rationnelle, avertissement de Georges-Henri Bousquet, Paris, M. Rivière et Cie, 1956, 167 p.[11]